# Bob McNair
Robert C. McNair (Forest City, 1º gennaio 1937 – Houston, 23 novembre 2018) è stato un imprenditore e dirigente sportivo statunitense, fondatore e proprietario degli Houston Texans della National Football League (NFL).

## Biografia
McNair nacque a Forest City in Carolina del Nord nel 1937, trasferendosi con la moglie a Houston nel 1960. Lì fondò la compagnia di cogenerazione Cogen Technologies che nel 1999 fu venduta ad Enron e CalPERS. Oggi, McNair continua a detenere la proprietà delle centrali elettriche a New York e nella Virginia Occidentale. McNair agisce come proprietario ed amministratore delegato The McNair Group, un gruppo finanziario ed immobiliare con sede a Houston, Texas. È anche proprietario di Palmetto Partners Ltd., una compagnia di investimento privato che gestisce le attività pubbliche e private della famiglia McNairs, oltre a presiedere la McNair Foundation. Nel giugno 2000, McNair fondò un'azienda di investimento in biotecnologie, la Cogene Biotech Ventures, che diresse per un certo periodo.
Nel 1998., McNair si impegnò con la National Football League per portare una squadra nella città di Houston, senza una franchigia dopo il trasferimento degli Oilers nel Tennessee, formando la NFL Holdings nel 1998. Il 6 ottobre 1999, la lega annunciò che la 32ª squadra sarebbe stata assegnata a McNair. I Texans iniziarono a giocare nel 2002 e raggiunsero i loro primi playoff nel 2011.
McNair è stato spesso al centro di voci per l'acquisto di un club calcistico nel Regno Unito, visitando due volte St Andrews, casa del Birmingham City. Il 3 gennaio 2014, un consorzio guidato da McNair fece un'offerta per rilevare il Reading F.C..